# مهرداد افشاریان
مهرداد افشاریان (زادهٔ ۹ آبان ۱۳۴۳) دوچرخه‌سوار اهل ایران است.
وی عضو تیم ایران در مسابقات دوچرخه‌سواری در بازی‌های المپیک تابستانی ۱۹۹۲ بود که در ۲ بخش «تعقیبی انفرادی» و «تعقیبی تیمی» شرکت کرد.
وی همچنین ۲ مدال برنز در بازی‌های آسیایی ۱۹۸۲ و بازی‌های آسیایی ۱۹۸۶ به‌دست آورد.